# Francisco Gento
Francisco "Paco" Gento López (n. 21 octombrie 1933, Guarnizo⁠(d), Cantabria, Spania – d. 18 ianuarie 2022, Madrid, Spania) a fost un jucător și antrenor spaniol de fotbal.

## Statistici

### Club
|               |                  |                  | Campionat | Campionat | Cupă         | Cupă         | Continental | Continental | Total   | Total  |
| Sezon         | Club             | Ligă             | Meciuri   | Goluri    | Meciuri      | Goluri       | Meciuri     | Goluri      | Meciuri | Goluri |
| Spania        | Spania           | Spania           | Ligă      | Ligă      | Copa del Rey | Copa del Rey | Europe      | Europe      | Total   | Total  |
| ------------- | ---------------- | ---------------- | --------- | --------- | ------------ | ------------ | ----------- | ----------- | ------- | ------ |
| 1952–53       | Racing Santander | Primera División | 10        | 2         | 4            | 0            | 0           | 0           | 14      | 2      |
| 1953–54       | Real Madrid      | Primera División | 17        | 0         | 4            | 0            | 0           | 0           | 21      | 0      |
| 1954–55       | Real Madrid      | Primera División | 24        | 6         | 3            | 0            | 0           | 0           | 27      | 6      |
| 1955–56       | Real Madrid      | Primera División | 29        | 7         | 6            | 3            | 7           | 1           | 42      | 11     |
| 1956–57       | Real Madrid      | Primera División | 27        | 7         | 2            | 0            | 8           | 1           | 37      | 8      |
| 1957–58       | Real Madrid      | Primera División | 28        | 7         | 5            | 1            | 6           | 3           | 39      | 12     |
| 1958–59       | Real Madrid      | Primera División | 21        | 7         | 5            | 2            | 8           | 1           | 34      | 10     |
| 1959–60       | Real Madrid      | Primera División | 27        | 14        | 5            | 2            | 6           | 2           | 38      | 18     |
| 1960–61       | Real Madrid      | Primera División | 28        | 9         | 8            | 3            | 2           | 1           | 38      | 13     |
| 1961–62       | Real Madrid      | Primera División | 25        | 6         | 9            | 4            | 10          | 2           | 44      | 12     |
| 1962–63       | Real Madrid      | Primera División | 25        | 7         | 4            | 1            | 2           | 1           | 31      | 9      |
| 1963–64       | Real Madrid      | Primera División | 24        | 12        | 2            | 0            | 9           | 3           | 35      | 15     |
| 1964–65       | Real Madrid      | Primera División | 23        | 4         | 3            | 0            | 6           | 5           | 32      | 9      |
| 1965–66       | Real Madrid      | Primera División | 28        | 10        | 3            | 2            | 9           | 3           | 40      | 15     |
| 1966–67       | Real Madrid      | Primera División | 20        | 11        | 5            | 0            | 4           | 0           | 29      | 11     |
| 1967–68       | Real Madrid      | Primera División | 24        | 8         | 0            | 0            | 7           | 5           | 31      | 13     |
| 1968–69       | Real Madrid      | Primera División | 26        | 8         | 2            | 1            | 2           | 0           | 30      | 9      |
| 1969–70       | Real Madrid      | Primera División | 25        | 3         | 5            | 1            | 3           | 2           | 33      | 6      |
| 1970–71       | Real Madrid      | Primera División | 7         | 0         | 2            | 0            | 6           | 0           | 15      | 0      |
| Total         | Spania           | Spania           | 428       | 128       | 73           | 20           | 95          | 30          | 606     | 178    |
| Total carieră | Total carieră    | Total carieră    | 602       | 128       | 73           | 20           | 95          | 30          | 606     | 178    |

## Goluri internaționale
| #  | Data            | Stadion                                | Oponent         | Golul | Rezultat | Competiția                          |
| -- | --------------- | -------------------------------------- | --------------- | ----- | -------- | ----------------------------------- |
| 1. | 14 October 1959 | Santiago Bernabéu, Madrid, Spania      | Polonia         | 3–0   | 3–0      | Campionatul European de Fotbal 1960 |
| 2. | 2 April 1961    | Santiago Bernabéu, Madrid, Spania      | Franța          | 2–0   | 2–0      | Meci amical                         |
| 3. | 30 October 1963 | Windsor Park, Belfast, Irlanda de Nord | Irlanda de Nord | 0–1   | 0–1      | Campionatul European de Fotbal 1964 |
| 4. | 23 June 1966    | Riazor, A Coruña, Spania               | Uruguay         | 1–1   | 1–1      | Meci amical                         |
| 5. | 31 May 1967     | San Mamés, Bilbao, Spania              | Turcia          | 2–0   | 2–0      | Preliminariile Euro 1968            |

## Palmares
Real Madrid
- La Liga: 1953–54, 1954–55, 1956–57, 1957–58, 1960–61, 1961–62, 1962–63, 1963–64, 1964–65, 1966–67, 1967–68, 1968–69
- Copa del Rey: 1961–62, 1969–70
- Cupa Campionilor Europeni (6): 1955–56, 1956–57, 1957–58, 1958–59, 1959–60, 1965–66
- Cupa Intercontinentală: 1960
- Latin Cup: 1955, 1957